# Platja del Rec de Canet
La platja del Rec de Canet és una platja del municipi del Port de la Selva (Alt Empordà) situada a la badia del Port de la Selva, entre la platgeta del Mirador i la platja d'en Pere Esteve. Té una longitud de 28 m i una amplada de 4,5 m, formada per sorres i graves. S'hi accedeix des del camí de Ronda per unes escales. Hi ha estacionament a uns 200 m, al mirador situat al km 1,2 de la GI-612.